# Ordine di Kim Jong-il
L'Ordine di Kim Jong-il (김정일 훈장?) è un'onorificenza nordcoreana.

## Storia
L'ordine è stato istituito con l'emanazione del decreto n. 2150 del 3 febbraio 2012 da parte del Presidium dell'Assemblea popolare suprema, in occasione del 70º anniversario della nascita di Kim Jong-il, scomparso da qualche settimana. Da allora è stato assegnato a 132 persone.

## Assegnazione
L'ordine viene assegnato a funzionari, personale di servizio, lavoratori, unità militari, organi, imprese e organizzazioni che abbiano fornito un servizio distinto alla Repubblica Popolare Democratica di Corea e alla causa rivoluzionaria juche per la costruzione di una fiorente nazione socialista.

## Insegne
- Il distintivo alto 67 mm e largo 65 ed è completamente dorato. Su di esso è presente un ritratto di Kim Jong-il circondato da due spighe di riso e con sopra lo stemma del Partito del Lavoro di Corea e sotto la bandiera della Corea del Nord. Nel retro vi è la scritta "Ordine di Kim Jong-il" insieme a un numero di serie e una a spilla. La medaglia in miniatura di accompagnamento ha una stella a cinque punte al centro di una lastra d'oro larga 33 mm e lunga 10 mm e una spilla sul retro.[2]

- Il nastro è giallo con una stelletta dello stesso colore.